# Coloração de Romanowsky
A coloração de Romanowsky é uma técnica de coloração protótipo que foi a precursora de vários métodos distintos mas similares, incluindo a coloração de Giemsa, a coloração de Jenner, a de Wright, a de Field e a de Leishman, que são usadas para diferenciar as células em amostras patológicas. Foi nomeado em homenagem ao médico russo Dmitri Leonidovich Romanowsky (1861-1921), que a inventou em 1875.
É uma técnica de coloração que encontra aplicação no diagnóstico em linfonodos.

## Exame microscópico de esfregaços de sangue corados

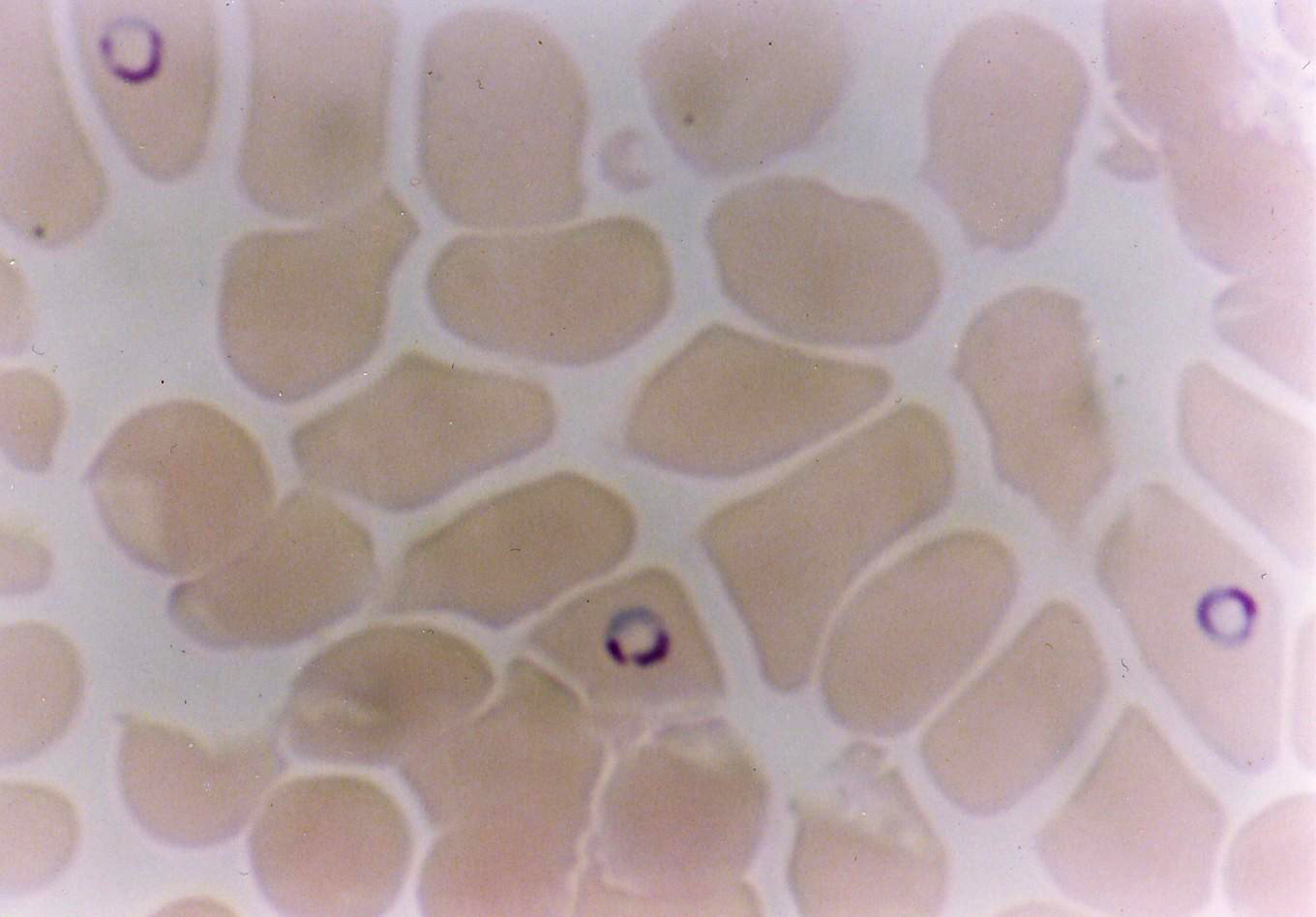
Película de sangue fina corada por Giemsa que mostra infecções por Plasmodium falciparum
Hempelmann E, Tesarowicz I, Oleksyn BJ (2008).

Paul Ehrlich tinha usado misturas de corantes ácidos e básicos para esta finalidade em 1879, por exemplo: fucsina (corante ácido) e azul de metileno (corante básico). Em 1891, Romanowsky desenvolveu técnicas utilizando uma mistura de eosina Y e azul de metileno modificado que produziu um matiz surpreendente não atribuível a qualquer componente de coloração: uma bela sombra característica de roxo. Na solução envelhecida (após dias do preparo do corante), o azul de metileno se oxida em gradações diferentes, originando os azures de metileno. Os requisito para a ocorrência do efeito de Romanowsky-Giemsa são:
1. Um corante catiônico: o melhor corante é Azure B e, embora Azure A dê a cor roxa nuclear, o azul citoplasmático é inferior. Nenhum outro corante catiónico, tal como o azul de metileno é adequado.[3]
2. Um corante aniônico: Mais comumente a eosina Y é usada.[16]

Uma vez que as soluções aquosas de corante são instáveis, o metanol foi introduzido como um solvente, e William Boog Leishman  e James Homer Wright  defenderam seu uso como um fixador antes da coloração. Gustav Giemsa melhorou esta técnica, padronizando as soluções corantes e adicionando glicerol para aumentar a estabilidade.
A desmetilação de azul de metileno em solução aquosa, utilizando calor e alcalino produz uma mistura de Azure A, Azure B, violeta de metileno, e azul de metileno. Eosina Y é então adicionada para produzir um corante de "ponto morto". O precipitado é então dissolvido numa mistura de metanol e glicerol, para formar uma solução de reserva; esta é diluída com água ou um tampão aquoso para formar uma solução 'de trabalho' que é utilizada na coloração de espécimes de patologia. A solução 'trabalho' é estável durante 3 horas.
Procedimentos de captura imunocromatográficos (testes rápidos de diagnóstico, tais como os testes de detecção de antígeno da malária) são opções de diagnóstico não-microscópicas para o laboratório que podem não ter experiência microscopia apropriado disponível.

## Colorações características obtidas
Diferentes componentes celulares e as colorações características obtidas com corante de Romanowsky:
| Componente celular                                                                       | Cor                          |
| ---------------------------------------------------------------------------------------- | ---------------------------- |
| Cromatina incluindo os corpúsculos de Howell-Jolly                                       | Púrpura                      |
| Grânulos promielocíticos e bastões de Auer                                               | Vermelho-purpúreo            |
| Citoplasma dos linfócitos                                                                | Azul                         |
| Citoplasma dos monócitos                                                                 | Azul-acinzentado             |
| Citoplasma rico em RNA (i.e., citoplasma basófilo)                                       | Azul-escuro                  |
| Corpúsculos de Döhle                                                                     | Azul-acinzentado             |
| Grânulos específicos dos neutrófilos, grânulos dos linfócitos, granulômero das plaquetas | Púrpura-claro ou cor-de-rosa |
| Grânulos específicos dos basófilos                                                       | Púrpura-escuro               |
| Grânulos específicos dos eosinófilos                                                     | Laranja                      |
| Eritrócitos                                                                              | Cor-de-rosa                  |

## Método de coloração dos espécimes
1. Etapa de fixação: a preparação a ser corada deverá ser previamente fixada, sendo o fixador rotineiramente mais usado em hematologia, o metanol, que deve ser aplicado sobre a lâmina um período de tempo de 1 a 3 minutos.
2. Aplicação do corante: a solução de corante, preparada em solução alcoólica, é aplicado em gotas sobre a lâmina, pelo mesmo período de tempo em que foi realizada a fixação.
3. Coloração propriamente dita: adicionando-se água tamponada (chamada no meio de "água de coloração"), a pH 7, ou água destilada, recentemente fervida, sobre o corante, o que ioniza os sais contidos na solução.
4. Lavagem do espécime: após a coloração, as lâminas são lavadas sob jato de água corrente e em seguida procede-se a uma secagem ao ar.

Uma formulação de água tamporada ("água de coloração"), com pH regulado a 7,0 é:
Fosfato diácido de potássio (fosfato monopotássico, KH2PO4) 1 grama
Fosfato monoácido de sódio (fosfato dissódico, Na2HPO4) 3 gramas
Água destilada 1000 mL.

## Comportamentos em determinadas aplicações
É observado que a heparina frequentemente provoca alterações de nuances de coloração quando da aplicação da solução corante de Romanowsky, promovendo a formação de halos róseos em volta dos leucócitos somando causar aglutinação de heterófilos, tendo como consequência um aumento do espalhamento da população destas células, quando comparados com a homogeineidade das mesmas se em meio contendo citrato.
Pode ser usado assim como o corante panótico rápido, em citologia de células presentes no escarro.
A coloração de Romanowsky encontra aplicação no diagnóstico citopatológico de lesões da tiróide, e mastócitos em mastocitomas de mamíferos como cães, por exemplo.
É utilizado na citologia de células-tronco de medula óssea, e no hemograma de mamíferos como equinos, assim como eritograma e leucograma de aves como a ema.
Permite a contagem de leucócitos em répteis, como quelônios, assim como em peixes.
Visando a caracterização e contagem dos leucócitos, por processamento de imagens, a partir de alterações, desenvolve-se corantes de fase única que coram diferenciadamente os leucócitos em meio líquido.
Os corantes de Romanowsky, mesmo sendo amplamente empregados na rotina laboratorial para a coloração de extensões sanguíneas (esfregaços), evidenciam os reticulócitos apenas através de leve basofilia, não permitindo a sua quantificação de forma precisa.